# Oreopanax mutisianus
El yuco o mano de oso (Oreopanax mutisianus) es una especie de arbusto de la familia Araliaceae, endémica de la Cordillera Oriental de los Andes de Colombia, que se encuentra entre los 2.800 y 3.500 m de altitud.

## Descripción
Alcanza hasta 5 m de altura. Hojas simples, alternas, margen entero y revoluto en la base, verde oscuro en la haz y verde claro en el envés, lustrosas con tricomas en la haz y envés. Inflorescencia terminal en panícula. Flores sésiles. Fruto en drupa, subgloboso,	epicarpo inmaduro verde y cuando maduro morado a negro, mesocarpo verde claro a blanquecino. Semilla redonda, con endocarpio blanquecino, lisa, de 3,47 a 5,67 por 3,15 a 3,90 mm, una por fruto.